# Family Portrait
Family Portrait is een nummer van de Amerikaanse zangeres Pink uit 2003. Het is de vierde en laatste single van haar tweede studioalbum M!ssundaztood.
"Family Portrait" gaat over de pijnlijke scheiding van Pinks ouders. Door het nummer kreeg Pink dan ook problemen met haar moeder, maar moeder en dochter verzoenden later weer met elkaar. Het nummer werd een (bescheiden) hit in Amerika, Europa en Oceanië. In de Amerikaanse Billboard Hot 100 haalde het de 18e positie. In de Nederlandse Top 40 haalde het de 9e positie, en in de Vlaamse Ultratop 50 kwam het een plekje hoger.

## NPO Radio 2 Top 2000
| Nummer met noteringen in de NPO Radio 2 Top 2000 | '14  | '15  | '16  | '17  | '18  | '19  | '20  | '21  | '22  | '23  | '24  |
| ------------------------------------------------ | ---- | ---- | ---- | ---- | ---- | ---- | ---- | ---- | ---- | ---- | ---- |
| Family Portrait                                  | 1352 | 1279 | 1367 | 1028 | 1117 | 1486 | 1729 | 1724 | 1830 | 1751 | 1929 |

1. ↑  Een vetgedrukt getal geeft de hoogste notering aan.
2. ↑  2014 was het eerste jaar met een notering voor dit nummer.